# PS Lincoln Castle
Le PS Lincoln Castle était un ancien bateau à roues à aubes de la London and North Eastern Railway qui servit de ferry sur la rivière Humber de 1941 à 1978.
Puis il a servi de restaurant flottant sur Alexandra Dock à Grimsby dans l'estuaire de la Humber.
En septembre 2010, le journal Hull Daily Mail annonça sa démolition à cause de sa grande vétusté. La Lincoln Castle Preservation Society racheta les pièces principales du navire pour les remonter sur une coque en acier afin d'en faire une nouvelle attraction.
Ce bâtiment était inscrit au registre du National Historic Ships .